# Gaston Girbal
Pour les articles homonymes, voir Girbal.
Gaston Albert Girbal, né le 22 mai 1889 à Creil (Oise) et mort le 5 mai 1972 à Meaux (Seine-et-Marne), est un illustrateur et affichiste français.

## Biographie
Fils d'un contremaître devenu ensuite commerçant, Gaston Girbal est dessinateur dès l'âge de 17 ans.
Il perfectionne ensuite son talent en tant qu'élève à l'École des Beaux-arts de Paris.
Ami et colocataire de l'acteur alors débutant Charles de Rochefort, il tourne à ses côtés en 1908 dans Le Tango rouge, film muet produit et scénarisé par Rochefort.
Mobilisé en août 1914, Gaston Girbal est classé dans le service auxiliaire pour raisons médicales. Il sert à l'arrière comme fourrier. Il est transféré en 1917 au 13e régiment d'artillerie puis comme maréchal des logis au 5e escadron du train en mai 1918. Il est finalement démobilisé en juillet 1919.
Il se désigne sous la qualité d'artiste peintre lors de son mariage à Paris en 1923.
Girbal doit toutefois principalement sa notoriété à son activité professionnelle d'illustrateur et d'affichiste spécialisé pour le milieu du music-hall. Il est à l'apogée de son succès artistique durant les années trente et quarante.
Il signe un très grand nombre d'affiches de spectacles (pour le Casino de Paris, les Folies Bergères, la Gaîté-Lyrique, des revues et des tournées...). Il est particulièrement réputé pour les nombreuses affiches qu'il a réalisées à l'effigie des plus grands artistes de son époque : Alibert, Lina Margy, Tino Rossi, André Dassary, Lucienne Boyer, Joséphine Baker, Fernandel, Edith Piaf, Lucienne Delyle, Yves Montand, Annie Cordy, Luis Mariano, Geneviève Guitry, etc. 
Par ailleurs, il illustre des partitions, conçoit des pochettes de disques et dessine des affiches publicitaires. 
Il est aussi l'auteur de gouaches florales et de tableaux paysagistes.
Enfin, Gaston Girbal a également réalisé le motif en céramique (représentant un Pierrot blessé) du monument aux morts des artistes lyriques inauguré le 27 septembre 1922 dans le parc de la maison de retraite des artistes de Ris-Orangis.